# The Bamboo Saucer
The Bamboo Saucer là bộ phim khoa học viễn tưởng lấy bối cảnh thời Chiến tranh Lạnh được sản xuất độc lập năm 1968 kể về những nhóm người Mỹ và Nga cạnh tranh lẫn nhau nhằm khám phá ra một chiếc đĩa bay ở nước Trung Quốc Cộng sản.  Bộ phim được phát hành lại vào năm 1969 với tựa đề Collision Course với thời lượng được chỉnh sửa giảm còn 90 phút.
Đây là bộ phim cuối cùng của cả hai diễn viên Dan Duryea và Nan Leslie.

## Cốt truyện
Phi công thử nghiệm Fred Norwood đang lái chiếc phản lực cơ X-109 thử nghiệm kèm theo một chiếc máy bay hộ tống. Trong quá trình bay thử, Norwood phát hiện mình vừa bị đĩa bay đuổi theo và phải thực hiện một loạt động tác nhào lộn khó khăn nhằm bảo vệ máy bay này.
Khi đáp xuống mặt đất, Norwood nhận thông báo rằng radar theo dõi máy bay phản lực của anh ta không tìm thấy máy bay nào khác gần chỗ mình ngoại trừ chiếc máy bay hộ tống. Dù cho Norwood khẳng định về những gì mình vừa chứng kiến, cấp trên của anh ta, đang theo dõi các dấu hiệu quan trọng của Norwood, nghĩ rằng Norwood bị ảo giác bèn đuổi anh ta ra khỏi dự án này. Phi công Không quân Mỹ (USAF) của chiếc máy bay hộ tống tên là Blanchard đang ở trong căn phòng với tâm trạng lo lắng và sợ hãi bất thường; nhắc lại như vẹt về việc không nhìn thấy một chiếc máy bay nào khác trên chuyến bay này và biến cố được báo cáo lên trên chỉ là một sự đảo lộn không trung. Khi Blanchard ấp úng với lời giải thích của mình, anh ta lại bị các thành viên ban hội thẩm trong phòng nhắc nhở phải phát ngôn cẩn thận. 
Norwood giờ đây nổi cơn thịnh nộ và nhất quyết chứng minh những gì mà mình vừa nhìn thấy bằng cách tuần tra khu vực trên chiếc North American P-51 Mustang được trang bị radar laser cho đến khi anh ta kiệt sức. Khi Norwood đang ngủ say, người bạn thân nhất của anh gọi là Joe Vetry, cũng là một phi công đồng nghiệp kết hôn với cô em gái của Norwood là Dorothy, cất cánh trên chiếc Mustang khi radar bắt gặp tín hiệu từ vật thể bay không xác định (UFO). Norwood và Dorothy nhìn thấy chiếc máy bay của Joe biến mất khỏi màn hình radar mà về sau các nhà điều tra tai nạn của Cục Hàng không Liên bang nói với Norwood rằng chiếc Mustang của Joe đã tan biến trong không trung theo cách thức tương tự như lời kể của nhân chứng về sự kiện UFO Mantell.
Norwood thấy mình được lệnh đi đến Washington D.C. để gặp Hank Peters, thành viên của một cơ quan giấu tên có ảnh hưởng trong chính phủ Mỹ, không chỉ tin vào câu chuyện này mà còn cho Norwood xem bản phác thảo mà anh ta xác định là cùng một vật thể làm rung chuyển chiếc máy bay thử nghiệm của mình. Peters kể cho Norwood biết bản phác thảo này được cung cấp từ các nguồn tình báo có trụ sở tại nước Trung Quốc Cộng sản. Do Norwood vốn quen thuộc với nhiều loại máy bay, chính phủ yêu cầu anh đi cùng với Peters và hai nhà khoa học nhảy dù xuống Trung Quốc Cộng sản. Peters nói với anh ta rằng có những nguồn đáng tin cậy cho biết hai sinh vật ngoài hành tinh dạng người bên trong cái đĩa về sau này đã thiệt mạng, có khả năng là do tiếp xúc với vi khuẩn Trái Đất; do sự phân hủy nhanh chóng mà thi thể của họ đều được đem đi hỏa táng.
Tại vùng thả dù ở Trung Quốc đại lục, cả nhóm được gặp đặc vụ Mỹ tên là Sam Archibald đã dẫn họ đến chiếc đĩa hiện được giấu kín bên trong tàn tích của một nhà thờ Công giáo. Do những người Cộng sản đã phá hủy nhà thờ, người dân địa phương hỗ trợ người Mỹ bằng mọi cách có thể. Trên hành trình đến địa điểm đã hẹn trong khi trốn tránh các đơn vị của Quân Giải phóng Nhân dân, họ tình cờ gặp một nhóm các nhà khoa học Nga dưới sự chỉ huy của tay Đặc vụ y hệt như Peters. Hai bên quyết định hợp tác điều tra chiếc đĩa ẩn giấu này. 
Sau màn hỗn chiến căng thẳng, người Mỹ và một trong các nhà khoa học Nga vội leo lên chiếc đĩa, khởi động máy móc bên trong và bay ra khỏi không phận Trung Quốc dưới hỏa lực dày đặc từ đám lính đối phương. Cơ chế xử lý được lập trình trước bèn chiếm quyền kiểm soát ngay lập tức và đưa họ bay khỏi Trái Đất lao tới Mặt Trăng, xuyên qua Sao Hỏa và tiến về phía Sao Thổ. Không thể quay trở lại Trái Đất trừ khi cả nhóm chịu hợp tác cùng nhau điều khiển chiếc UFO của người ngoài hành tinh, cuối cùng họ đã thành công và có thể vào lại bầu khí quyển của Trái Đất (ngay lúc đó có một câu nói của Tổng thống John F. Kennedy về sự hợp tác giữa con người trong không gian hiển thị trên màn hình).

## Sản xuất
Jerry Fairbanks là nhà sản xuất và đôi khi là đạo diễn của nhiều loạt phim ngắn về chủ đề điện ảnh như Strange as It Seems và Popular Science. Một bài báo về thương mại điện ảnh năm 1954 nói rằng Fairbanks đang chuẩn bị cho bộ phim điện ảnh đầu tiên của mình, có tựa đề Project Saucer sẽ được quay trên màn ảnh rộng và có màu. Một bài báo đăng năm 1964 cho biết Fairbanks đang chuyển công đoạn sản xuất bộ phim Operation Blue Book của mình từ quá trình sản xuất bên ngoài đang diễn ra ở Tây Ban Nha để đem ra quay ở Mỹ.
Fairbanks vẫn kiên trì và có thêm người cộng tác tên Frank Telford, phần viết lại kịch bản do Alford "Rip" Van Ronkel đảm nhận và chuyên gia hiệu ứng đặc biệt John P. Fulton với Telford làm đạo diễn bộ phim này vào năm 1966. Ông đã kết hợp những thay đổi trong kịch bản được hoàn chỉnh hơn. Đồng biên kịch, trợ lý sản xuất và chuyên gia hiệu ứng đặc biệt John P. Fulton đã chết trong quá trình quay phim. Bộ phim được đổi tên thành The Bamboo Saucer dù chẳng mấy liên quan đến cuốn tiểu thuyết khoa học viễn tưởng nhan đề The Flight of the Bamboo Saucer xuất bản năm 1967. Máy bay X-109 thử nghiệm thực sự là cảnh quay có sẵn trong kho lưu trữ của Không quân Mỹ về chiếc tiêm kích Lockheed F-104 Starfighter. Phim này do nhà quay phim Hal Mohr bấm máy vào năm 1966 tại Lone Pine, California, nơi có khu phố Tây hiện hành được hô biến thành một ngôi làng Trung Quốc để đưa vào quá trình làm phim.

## Diễn viên
- Dan Duryea trong vai Hank Peters
- John Ericson trong vai Norwood
- Lois Nettleton trong vai Anna Karachev
- Robert Hastings trong vai Garson (vai Bob Hastings)
- Vincent Beck trong vai Zagorsky
- Bernard Fox trong vai Ephram
- Robert Dane trong vai Miller
- Rico Cattani trong vai Dubovsky
- James Hong trong vai Sam Archibald
- Bartlett Robinson trong vai Rhodes
- Nick Katurich trong vai Gadyakoff
- William Mims trong vai Joe Vetry (vai Bill Mims)
- Nan Leslie trong vai Dorothy Vetry
- Andy Romano trong vai Blanchard

## Nhạc phim
- Nhạc phẩm Yablochko do Reinhold Glière biên soạn

## Định dạng
The Bamboo Saucer được hãng Olive Films phát hành trên DVD và Blu-ray vào tháng 4 năm 2014, được định dạng trên màn hình anamorphic tỷ lệ khung hình 1.78: 1. Phim cũng có sẵn dành để xem tại YouTube.